# ماكسيميليانو أوليفيرا
ماكسيميليانو أوليفيرا (بالإسبانية: Maximiliano Olivera)‏ (5 مارس 1992 بمونتفيدو في الأوروغواي - ) هو لاعب كرة قدم أوروغواني وإسباني في مركز الدفاع. شارك مع منتخب الأوروغواي تحت 20 سنة لكرة القدم. أما مع النوادي، فقد لعب مع بنيارول ومونتيفيديو واندررز.

## روابط خارجية
- ماكسيميليانو أوليفيرا على موقع قاعدة بيانات كرة القدم.إي يو (الإنجليزية)
- ماكسيميليانو أوليفيرا على موقع Soccerway.com (الإنجليزية)
- ماكسيميليانو أوليفيرا على موقع عالم كرة القدم.نت (الإنجليزية)
- ماكسيميليانو أوليفيرا على موقع AS.com (الإسبانية)